# 桑迪斯頓鎮區 (新澤西州)
桑迪斯頓鎮區（英語：Sandyston Township）是位於美國新澤西州蘇塞克斯縣的一個鎮區。

## 地方資料
桑迪斯頓鎮區的面積為108.94平方千米，當中陸地面積為107.05平方千米，而水域面積為1.89平方千米。根據2020年美國人口普查的數據，當地共有人口1977人，而人口密度為每平方千米18.15人。